# Moghrar Foukani
Moghrar Foukani est une oasis de la commune de Moghrar, dans la wilaya de Naâma en Algérie. Située à 200 km au nord-est de Béchar.